# Peter Rabbit 2: The Runaway
Peter Rabbit 2: The Runaway (Nederlands: Pieter Konijn op de Vlucht, Vlaams: Pieter Konijn 2: Stad op Stelten) is een komische live-action/computeranimatiefilm uit 2021, geregisseerd door Will Gluck en geschreven door Patrick Burleigh en Gluck. De film is een vervolg op Peter Rabbit uit 2018 en is gebaseerd op de verhalen van Peter Rabbit van schrijfster Beatrix Potter. 

## Verhaal
Terwijl Bea en Thomas McGregor op huwelijksreis zijn, loopt Peter Rabbit bij hem weg. Onderweg raakt hij bevriend met een konijn dat een oude vriend is van de vader van Peter.

## Rolverdeling

### Originele versie
| Personage         | Acteur           | Originele stem    |
| ----------------- | ---------------- | ----------------- |
| Thomas McGregor   | Domhnall Gleeson | Domhnall Gleeson  |
| Bea               | Rose Byrne       | Rose Byrne        |
| Nigel Basil-Jones | David Oyelowo    | David Oyelowo     |
| Peter Rabbit      |                  | James Corden      |
| Benjamin Bunny    |                  | Colin Moody       |
| Flopsy            |                  | Margot Robbie     |
| Mopsy             |                  | Elizabeth Debicki |
| Cotton-Tail       |                  | Aimee Horne       |
| Barnabas          |                  | Lennie James      |
| Samuel Whiskers   |                  | Rupert Degas      |
| Pigling Bland     |                  | Ewen Leslie       |
| Tom Kitten        |                  | Damon Herriman    |
| Mr. Tod           |                  | Stewart Alves     |
| JW Rooster III    |                  | Jack Andrew       |
| Mittens           |                  | Hayley Atwell     |

### Nederlandse versie
| Personage           | Acteur           | Nederlandse stem  |
| ------------------- | ---------------- | ----------------- |
| Thomas Verhoef      | Domhnall Gleeson | Joey Schalker     |
| Annie               | Rose Byrne       | Do                |
| Pieter Konijn       |                  | Tommie Christiaan |
| Benjamin Wollepluis |                  | Jan Versteegh     |
| Flopsie             |                  | Shelley Vol       |
| Mopsie              |                  | Amy Vol           |
| Wipstaart           |                  | Lisa Vol          |
| Jan Willem de Haan  |                  | Roué Verveer      |
| Diederik Stadsmuis  |                  | Levi van Kempen   |

## Ontvangst
Op Rotten Tomatoes heeft Peter Rabbit 2: The Runaway een waarde van 68% en een gemiddelde score van 6,10/10, gebaseerd op 65 recensies. Op Metacritic heeft de film een gemiddelde score van 43/100, gebaseerd op 13 recensies

## Prijzen en nominaties
| Jaar | Prijs         | Categorie             | Genomineerde(n)    | Uitslag     |
| ---- | ------------- | --------------------- | ------------------ | ----------- |
| 2021 | Scream Awards | Beste fantasiefilm    | Beste fantasiefilm | Genomineerd |
| 2021 | Scream Awards | Beste fantasy-acteur  | James Corden       | Genomineerd |
| 2021 | Scream Awards | Beste fantasy-actrice | Rose Byrne         | Genomineerd |